# Cyriacus Spangenberg

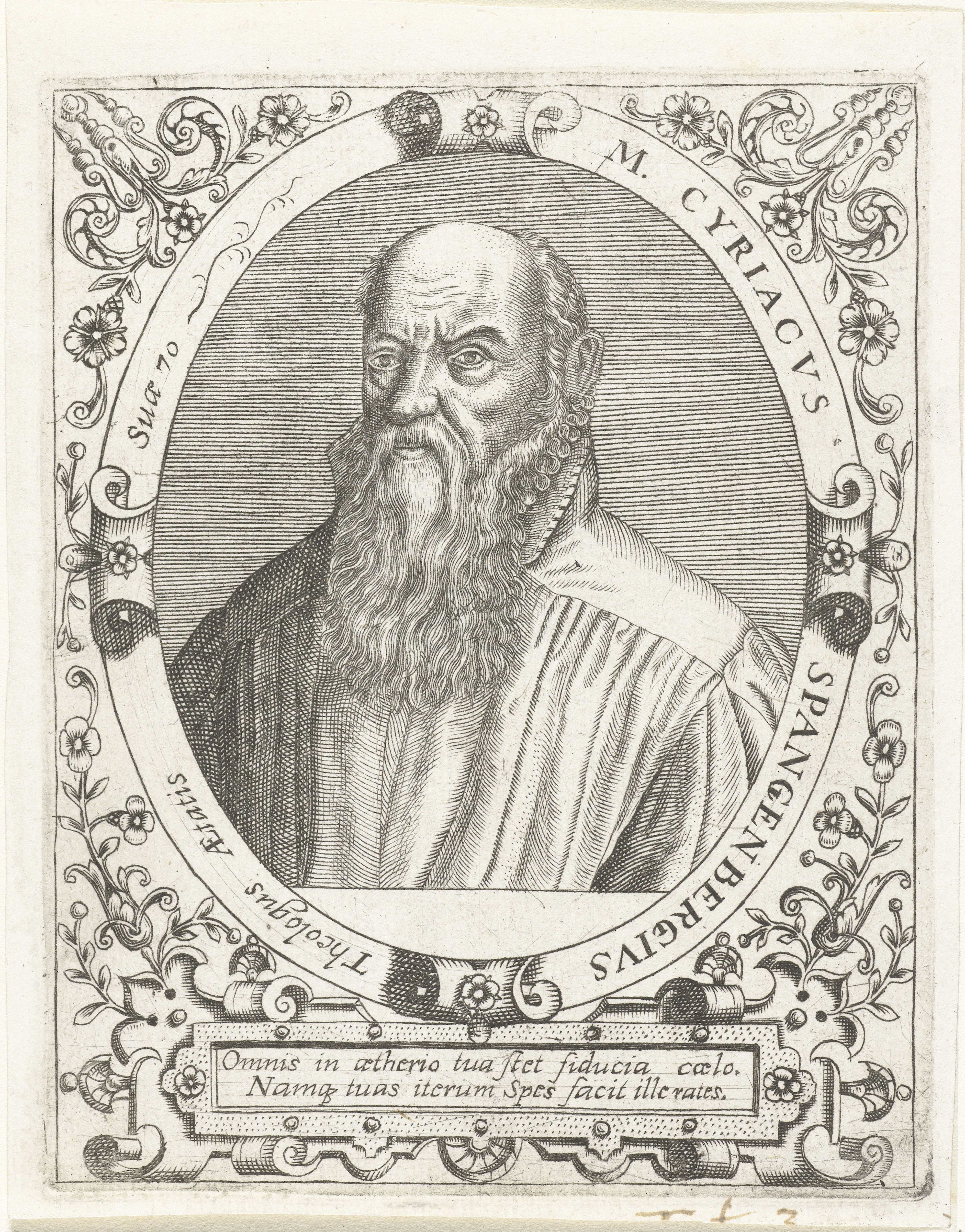
Cyriacus Spangenberg

Cyriacus Spangenbergs Adelsspiegel, 1. Band

Cyriacus Spangenbergs Adelsspiegel, 2. Band

Cyriacus Spangenberg (* 7. Juni 1528 in Nordhausen; † 10. Februar 1604 in Straßburg) war ein evangelischer Theologe, Kirchenlieddichter und Historiker.

## Leben
Cyriacus Spangenberg war Sohn des Südharzer Reformators Johannes Spangenberg. Nachdem er zunächst von seinem Vater unterrichtet worden war, schrieb er sich im Alter von 14 Jahren an der Universität Wittenberg ein. Während des Schmalkaldischen Krieges wirkte er als Lehrer in Eisleben und ging danach zurück nach Wittenberg, wo er um 1550 sein Studium abschloss. Im selben Jahre übernahm er zwischenzeitlich die Pfarrstelle seines verstorbenen Vaters an der Andreaskirche in Eisleben. Danach wurde er Schlossprediger in Mansfeld. Aufgrund seiner Stellungnahme für den vom Kaiser geächteten Grafen Albrecht von Mansfeld wurde Spangenberg seines Amtes enthoben. Er heiratete am 9. Februar 1552 die Tochter des reichen Eislebener Ratsherrn Urban Moshauer, Eva. Knapp ein Jahr später verstarb seine Frau. Er folgte im Oktober 1553 dem Ruf nach Mansfeld und ehelichte dort 1555 Barbara Taurer. Das ihm nach dem Tode des Michael Caelius im Jahr 1559 angebotene Amt des Generalsuperintendenten der gleichnamigen Grafschaft lehnte er ab und empfahl an seiner statt Hieronymus Mencel.
Als eifriger Anhänger des Matthias Flacius kämpfte er gegen Philipp Melanchthon und das Augsburger Interim. Nachdem er Berufungen aus Nordhausen, Magdeburg und Lübeck abgelehnt hatte, ging Spangenberg nach Antwerpen, wo er Flacius persönlich kennenlernte und u. a. mit Flacius und Hermann Hamelmann die Confession der Gemeinde, eine Bekenntnisschrift, abfasste, in der zu der Zeit u. a. Johannes Saliger und Johannes Ligarius wirkten. Das Eintreten für die Erbsündenlehre des Flacius’ führte dazu, dass Joachim Mörlin, Martin Chemnitz und Tilemann Hesshus sich nach seiner Rückkehr nach Mansfeld gegen ihn wandten. Spangenberg wurde des Manichäismus beschuldigt und verteidigte sich mit seiner Apologia. Der Streit tobte unter Theologen und Bürgern weiter, bis der Administrator von Magdeburg, Markgraf Joachim Friedrich, bewaffnete Bürger aus Halle Silvester 1574 nach Mansfeld schickte. Spangenberg floh und kam bis in die kursächsische Amtsstadt Sangerhausen. Bis 1577 befand er sich unter dem Schutz von Vollrad von Mansfeld in der sogenannten Neuen Hütte bei Saalfeld, bevor er nach Straßburg ging. 1581 wurde er Pfarrer im oberhessischen Schlitz. 1595 siedelte er wieder nach Straßburg über, wo er den Rest seines Lebens verbrachte und Chroniken für adlige Familien verfasste.
Sein Sohn Wolfhart Spangenberg (1567–nach 1636) wurde Dichter von Tierfabeln und Schuldramen in Straßburg.

## Werke
Spangenberg schrieb auf verschiedenen theologischen und historischen Gebieten. Sein Werk besteht aus Kommentaren, bearbeiteten Katechismen, Predigten, Cithara Lutheri (Predigten über Luthers Lieder), 21 Predigten über Luthers Leben. Darin formuliert er u. a. sein kirchenmusikalisches Anliegen, dass ein Gesangbuch stets „wol mit warheit der Leyen Loci Communes oder Heubtartickel Christlicher Lere für die Leyen mag genant werden. / Und möchte wol mit ehren die kleine Bibel heißen“.
Zu seinen historischen Arbeiten zählen die Mansfelder und die Henneberger Chronica. Die Chronik aller Bischöfe von Verden stammt dagegen nicht von ihm.

### Auswahl
Unter anderem veröffentlichte er 1568 ein Christlichs Gesangbüchlein und 1569/70 unter dem Titel Cythara Luther eine große Zahl von Liedpredigten.
Cyriacus Spangenberg ist der Textdichter der Strophen 2–5 des Kirchenliedes Wir wollen alle fröhlich sein (EG 100) und veröffentlichte erstmals die Melodie zum Lied Christe, du bist der helle Tag (EG 469).
Aus seiner Feder stammen zahlreiche der moralisierenden „Teufelsbücher“.
Als Historiker schrieb er u. a. die Mansfeldische Chronica (später neu als Sächsische Chronica),  Querfurtische Chronica, Henneberger Chronica und Chronica der Grafen von Holstein-Schaumburg. Sein Adelsspiegel (Bd. 1: 1591, Bd. 2: 1594) über die Anfänge, die Geschichte und das Wesen des Adels ist der wohl wichtigste frühneuzeitliche Adelstraktat.
Als 13. und letztes Buch des ersten Bandes des Adelsspiegels veröffentlichte Spangenberg unter dem Titel Weiber-Adel Abhandlungen über tugendhafte und gelehrte Frauen (elf Kapitel im ersten Abschnitt) sowie über kriegerische Frauen (25 Kapitel im zweiten Abschnitt). Für Autoren seiner Zeit durchaus ungewöhnlich zielte Spangenberg mit diesen Darstellungen darauf ab, Belege dafür zu bieten, dass nicht nur Männer, sondern eben auch Frauen würdig seien, den Adelsstand zu bekleiden.